# Pozycja seksualna

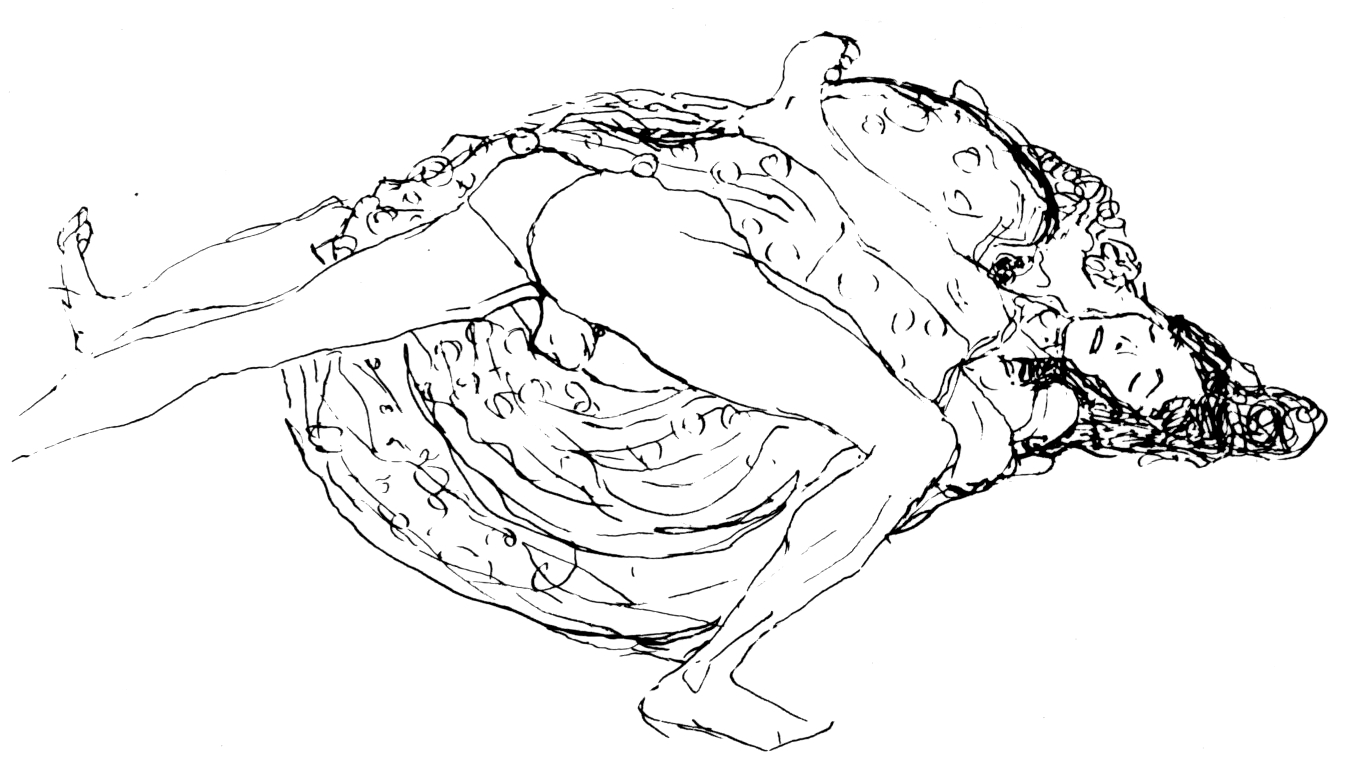
Kochankowie w pozycji misjonarskiej, Gustav Klimt, 1914

Pozycja seksualna – ułożenie ciał, w jakim ludzie odbywają stosunek płciowy lub inne czynności seksualne.
Powszechnie praktykowane są trzy kategorie aktywności seksualnej: seks waginalny, seks analny i seks oralny. Istnieje także seks bez penetracji, który polega na manualnej stymulacji narządów płciowych lub odbytu. Niektóre akty seksualne mogą obejmować stymulację za pomocą akcesoriów seksualnych, takich jak dildo lub wibrator. Istnieje wiele pozycji seksualnych, które uczestnicy mogą przyjąć w każdym z powyższych typów aktów seksualnych, a niektórzy autorzy literatury o tej tematyce twierdzą, że liczba pozycji seksualnych jest zasadniczo nieograniczona.

## Historia

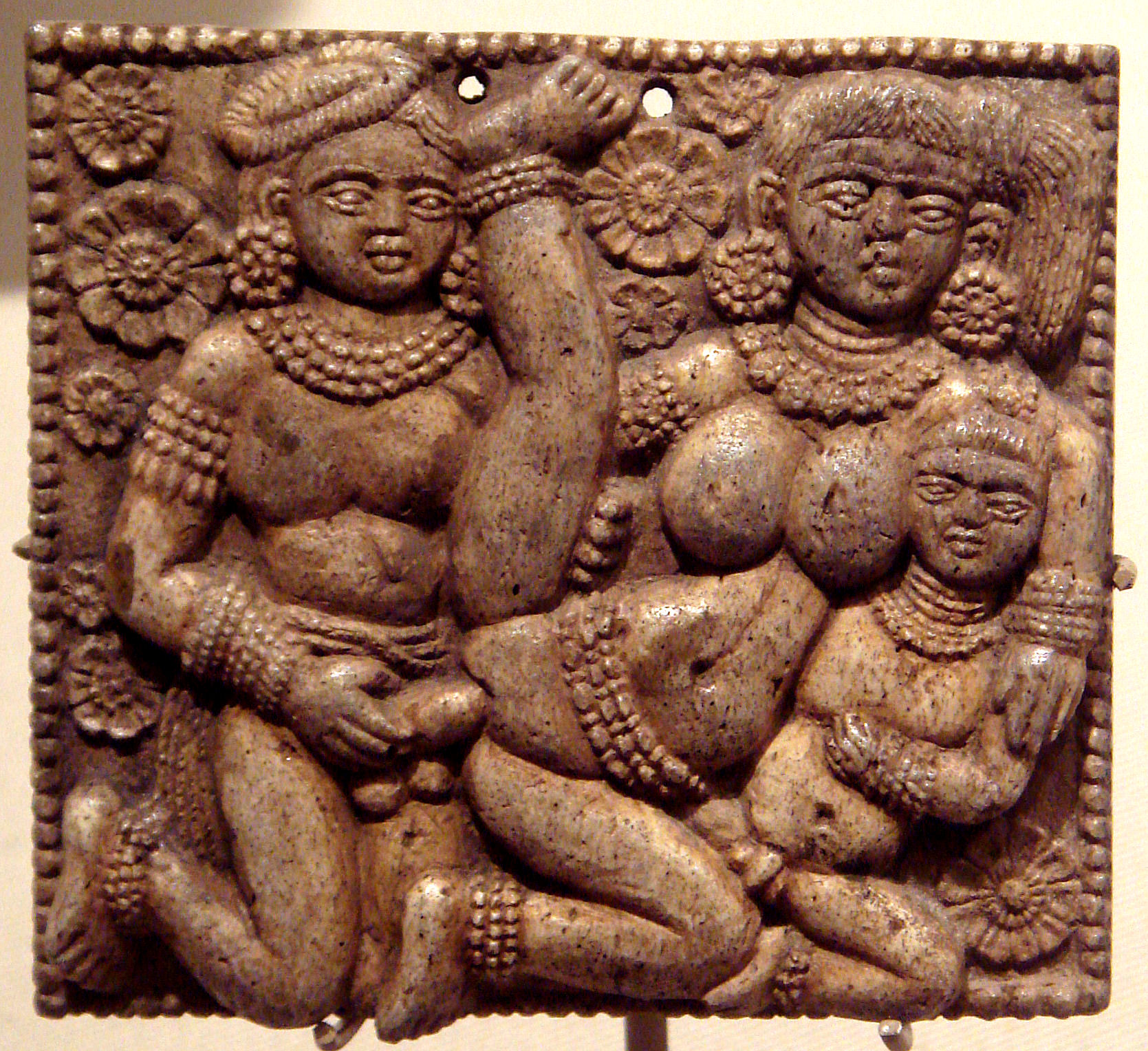
Rzeźba przedstawiająca scenę miłosną z okresu dynastii Imperium Shunga (ok. I wiek p.n.e.)

Poradniki dotyczące aktywności seksualnej zazwyczaj zawierają wskazówki dotyczące pozycji seksualnych. W epoce grecko-rzymskiej taki podręcznik napisała Philaenis z Samos, prawdopodobnie hetera (kurtyzana) z okresu hellenistycznego (III–I w. p.n.e.). Uważa się, że Kama Sutra Vatsyayana została napisana między I a VI wiekiem i cieszy się złą sławą podręcznika seksu. Różne pozycje seksualne wpływają na głębokość i kąt penetracji seksualnej. Alfred Kinsey wyróżnił sześć podstawowych pozycji. Najwcześniejszym znanym europejskim tekstem poświęconym pozycjom seksualnym jest Speculum al foderi, kataloński tekst z XV wieku odkryty w latach 70. XX wieku.

## Nazewnictwo
Poniżej opisano stosunki seksualne kobiety z mężczyzną lub mężczyznami. Większość pozycji jest jednak również praktykowana przy stosunkach jednopłciowych, czy to mężczyzn czy kobiet z użyciem strap-on dildo.

## Pozycje genitalne
Pozycje genitalne dotyczą kontaktów seksualnych, w których dochodzi do kontaktu genitaliów partnerów. Dotyczy to najczęściej przyrodzenia lub wibratora, penetrującego pochwę lub odbyt. Jednakże te pozycje mogą być użyte bez penetracji.

### Misjonarskie, klasyczne
| Grafika | Opis |
| ------- | --- |
|         | „Misjonarska”, ang. missionary. Kobieta leży na plecach z rozsuniętymi nogami leżącymi na podłożu, mężczyzna skierowany w jej stronę znajduje się nad nią, podtrzymując swój ciężar kolanami i łokciami. |
|         | Wariant pozycji „misjonarskiej”. Kobieta leży na plecach z rozsuniętymi, zgiętymi w kolanach nogami. Stopy spoczywają na podłożu lub jego łydkach. Mężczyzna znajduje się nad nią twarzą do niej, swój ciężar podtrzymuje na kolanach i rękach. |
|         | „Zbliżenie techniką dopasowania”, ang. Coital alignment technique: kobieta leży na plecach obejmując nogami mężczyznę (jej stopy są na jego łydkach lub udach). Ciało mężczyzny jest przesunięte do góry (w stosunku do kobiety) w porównaniu z klasyczną pozycją misjonarską, tak że jego biodra znajdują się dokładnie nad jej biodrami. Częściowo opiera się o ciało kobiety, częściowo podtrzymuje na przedramionach. Grzbietową stroną trzonu prącia lub swoją kością łonową pobudza łechtaczkę. |
|         | W Anangarangi „pozycja dziewicza”. Kobieta leży na plecach z udami razem i zgiętymi w kolanach nogami. Stopy uniesione, tak że podudzia znajdują się prawie w poziomie. Mężczyzna klęczy obejmując udami jej pośladki. Podudzia kobiety znajdują się pod pachami partnera. |
|         | „Leżak”, ang. deck chair. Kobieta leży na plecach z rozsuniętymi, zgiętymi w kolanach nogami. Stopy uniesione, tak że podudzia znajdują się w poziomie. Mężczyzna znajduje się nad nią, swój ciężar podtrzymuje na wyprostowanych rękach. |
|         | Pozycja „V”, ang. Victory, w Kamasutrze „rozziew”. Kobieta leży na plecach z rozsuniętymi, uniesionymi do góry nogami. Nogi są wyprostowane i tworzą literę „V”. Mężczyzna znajduje się nad nią, swój ciężar podtrzymuje na wyprostowanych rękach. |
|         | Kobieta leży na plecach z jedną nogą ułożoną płasko, a drugą zgiętą w kolanie i odwiedzioną. Mężczyzna skierowany w jej stronę znajduje się nad nią, podtrzymując swój ciężar kolanami i łokciami. |
|         | „Świder”, ang. drill, w Ananagrangi „łagodny uścisk”. Kobieta leży na plecach obejmując nogami partnera, mężczyzna znajduje się na niej, swój ciężar podtrzymuje na wyprostowanych rękach. |
|         | „Na pagonach”; „zakorkowanie”, arab. ‏asemeud‎, składane krzesło ang. folded deck chair. Kobieta leży na plecach z nogami na ramionach partnera, mężczyzna znajduje się na niej, swój ciężar podtrzymuje na wyprostowanych rękach. |
|         | „Wiedeńska ostryga”, ang. Viennese oyster. Kobieta leży na plecach z nogami maksymalnie zadartymi. Jeśli jest dostatecznie elastyczna, może skrzyżować nogi w kostkach za głową. Mężczyzna znajduje się na niej, rękami trzyma nogi kobiety w okolicach kostek. |
|         | Kobieta leży na plecach z nogami ściśniętymi, mężczyzna skierowany w jej stronę znajduje się nad nią, podtrzymując swój ciężar kolanami i łokciami. Jego nogi są wyciągnięte do tyłu na zewnątrz jej nóg. |
|         | „Odwrotna na jeźdźca”, ang. inverted jockey. Kobieta leży na plecach z nogami ściśniętymi, mężczyzna klęczy twarzą do niej głęboko pochylony nad nią, podtrzymując swój ciężar kolanami i łokciami. Jego nogi są na zewnątrz jej nóg. |
|         | „Uniesienie nóg”, arab. ‏Mukarmat‎. Kobieta leży na plecach. Mężczyzna podnosi jej złączone nogi do pionu. Następnie obejmuje je swoimi udami i wprowadza członek do pochwy, przytrzymując jej nogi rękoma. |
|         | Kobieta leży na plecach z rozsuniętymi nogami. Mężczyzna znajduje się na niej z jedną nogą między jej nogami, a drugą przy jej boku. |
|         | W Kamasutrze pozycja „odwrócona”. Kobieta leży na plecach. Mężczyzna leży na brzuchu na niej, z głową między jej nogami. Dojście do tej pozycji zaczyna się od klasycznej pozycji „misjonarskiej”. Następnie mężczyzna stopniowo wykonuje obrót, zaczynając od przeniesienia nóg, cały czas utrzymując członek w pochwie. |
|         | Kobieta leży na poduszce z rozchylonymi szeroko nogami, z jednym kolanem przyciągniętą do łóżka w okolicy piersi. Mężczyzna klęczy przed nią przytrzymując przyciągniętą nogę. |
|         | Kobieta leży na poduszce z rozchylonymi szeroko nogami. Jedną nogę opiera o bark mężczyzny (lewa noga kobiety na lewym barku mężczyzny lub jej prawa noga na jego prawym barku). |
|         | Kobieta leży na plecach. Mężczyzna klęczy przed nią rozchylając nogi. Kobieta jedną nogę trzyma między nogami mężczyzny, a drugą zarzuca mu na biodro. Może też, o ile mężczyzna zostawi jej miejsce, unieść własne biodra. |

### Pozycje „motyla”
| Grafika | Opis |
| ------- | --- |
|         | „Łuk”, ang. arch. Kobieta leży twarzą do góry na barkach i rękach. Unosi wysoko biodra, rozsuwając nogi. Stopy na podłożu. Mężczyzna klęczy przed nią, z wyprostowanym tułowiem.                                                                                    |
|         | „Most”, ang. bridge. Kobieta robi mostek, podpierając się tylko dłońmi i stopami, rozsuwając nogi. Mężczyzna klęczy przed nią, z wyprostowanym tułowiem. |
|         | „Kolebka”, ang. cradle. Mężczyzna klęczy z pośladkami na piętach. Kobieta robi mostek twarzą do niego, podpierając się na dłoniach i stopach, oraz kładzie swoje biodra na jego uda.                                                                                |
|         | Poprzeczna ang. cross lub węgielnicą ang. T-square. Kobieta leży na plecach z kolanami w górę i w rozkroku. Mężczyzna leży na boku, prostopadle do kobiety, z biodrami pod łukiem utworzonym przez nogi kobiety.                                                    |
|         | Nogi kobiety są razem skierowane na bok. Mężczyzna rozsuwa nogi i klęczy tuż przy jej biodrach. Jego ręce spoczywają na jej biodrach. Pozycję można nazwać zmodyfikowaną węgielnicą ang. modified T-square                                                          |
|         | „Piracki dar" ang. pirate’s bounty. Kobieta leży na plecach opierając jedną nogę (tworzącą kąt prosty z jej tułowiem) na ramieniu mężczyzny, który klęczy szeroko odwodząc kolana na boki. Jego tułów jest wyprostowany                                             |
|         | „Głęboki sztych" ang. deep stick, w Kamasutrze „wygięcie”. Kobieta leży na plecach opierając nogi (tworzące kąt prosty z jej tułowiem) na ramionach mężczyzny, który klęczy szeroko odwodząc kolana na boki. Jego tułów jest wyprostowany.                          |
|         | Lustro rozkoszy ang. mirror of pleasure, w Anangarangi „szczelina”. Kobieta leży na plecach opierając nogi (tworzące kąt prosty z jej tułowiem) na jednym ramieniu mężczyzny, który klęczy szeroko odwodząc kolana na boki. Jego tułów jest wyprostowany.           |
|         | „Wyrzutnia" ang. launch pad, w Kamasutrze „pozycja bogini Indrani”. Kobieta leży na plecach, unosi biodra (mogą być podparte poduszkami) opierając stopy na piersi mężczyzny, który klęczy przed nią szeroko odwodząc kolana na boki. Jego tułów jest wyprostowany. |
|         | „Nożny szybowiec" ang. leg glider. Kobieta leży na boku unosząc wysoko górną nogę i opierając ją na barku mężczyzny, który klęczy okrakiem wokół jej dolnej nogi.                                                                                                   |
|         | „Motyl”, ang. butterfly. Kobieta leży na plecach z biodrami na skraju platformy, takiej jak łóżko, stół, ławka, biurko itp., z nogami spuszczonymi na podłoże. Mężczyzna klęczy przed nią.                                                                          |
|         | „Głębokie uderzenie" ang. deep impact. Kobieta leży na plecach z biodrami na skraju platformy, takiej jak łóżko, stół, ławka, biurko itp., z nogami opartymi na ramionach mężczyzny, który klęczy przed nią.                                                        |
|         | Wariant "pozycja motyla" ang. batterfly position lub „pirackiego dar” ang. pirate’s bounty. Kobieta leży na plecach z biodrami na skraju platformy, takiej jak łóżko, stół, ławka, biurko itp., opierając jedną nogę na ramieniu mężczyzny, który stoi.             |
|         | ang. downstroke. Kobieta leży na barkach z uniesionymi biodrami na skraju platformy, takiej jak łóżko, stół, ławka, biurko itp., z nogami opartymi na ramionach mężczyzny, który stoi przed nią.                                                                    |
|         | Kobieta leży na plecach na krawędzi łóżka. Mężczyzna unosi jej biodra. |
|         | Kobieta leży na plecach na krawędzi łóżka z kolanami podciągniętymi do tułowia. Mężczyzna stoi przodem do niej nachylając się do przodu. |
|         | „Śruba" ang. screw. Kobieta leży na boku na skraju platformy, takiej jak łóżko, stół, ławka, biurko itp., z podkurczonymi nogami. Mężczyzna klęczy przed nią. |

### Na jeźdźca
| Grafika | Opis |
| ------- | --- |
|         | W Kamasutrze „bączek”. Mężczyzna leży na plecach z nogami płasko ułożonymi na podłożu. Kobieta siedzi na nim z kolanami na wysokości tułowia, nogi oparte na stopach lub tylko palcach stóp. Kobieta obraca się wokół swojej osi, tak że na przemian znajduje się twarzą do mężczyzny, bokiem i plecami do niego. Utrata równowagi może spowodować obrażenia obydwojga partnerów. |
|         | Klasyczna "na jeźdźca" ang. cowgirl, inaczej zwana „siodło” ang. saddle-up, w Kamasutrze „szczypce”. Kobieta siedzi na mężczyźnie, jest skierowana do niego twarzą, kolana umieszcza wzdłuż jego tułowia. |
|         | W Kamasutrze „kołyska”. Mężczyzna siedzi odchylony do tyłu, podpierając się rękoma. Kobieta siedzi na nim pochylona do przodu. |
|         | „Azjatycka na jeźdźca" ang. asian cowgirl, inaczej „szybciej” (do konia) ang. giddy-up. Jak klasyczna „na jeźdźca”, tylko kobieta opiera o podłoże stopy, a nie kolana. Wskazana pomoc mężczyzny przez podparcie jej ud lub pośladków rękoma. |
|         | „Wypad" ang. lunges. Wariant pozycji „azjatyckiej na jeźdźca”. Mężczyzna ma nogi szeroko rozłożone. Kobieta jedną nogę opiera na stopie przy jego ramieniu, na drugiej, ułożonej między jego nogami klęczy. |
|         | „Jazda bokiem" ang. side rider. Wariant pozycji „azjatyckiej na jeźdźca”. Kobieta siedzi na mężczyźnie bokiem. |
|         | ang. riding astride. Jak w pozycji „jazda bokiem”, ale mężczyzna leży wzdłuż krawędzi łóżka, sofy itp., a kobieta ma nogi spuszczone na podłogę. |
|         | „Huśtawka ang. see-saw. Mężczyzna w pozycji półsiedzącej z wyciągniętymi prosto nogami. Kobieta siedzi na nim przodem do niego, wyciągając nogi do przodu i opierając dłonie o jego ramiona. On podkłada dłonie pod jej uda lub pośladki. |
|         | „Koń Hektora”. Mężczyzna leży na plecach. Kobieta klęczy nad nim twarzą do niego, odchylając się do tyłu. On może unieść kolana, aby ją podtrzymać. Ona może położyć mu nogi na ramionach. |
|         | Jak w pozycji "Koń Hektora”, tylko kobieta siedzi plecami do mężczyzny i pochyla się do przodu. |
|         | „Lioński dyliżans" lub "połączenie" ang. fusion. Mężczyzna siedzi na płaskiej powierzchni z nogami wyciągniętymi do przodu. Kobieta siedzi na przyrodzeniu z nogami skierowanymi ku ramionom partnera, jednocześnie odchylając się do tyłu i wspierając się na rękach. |
|         | „Krab" ang. crab. Mężczyzna leży na plecach. Kobieta siedzi na nim twarzą do niego, głęboko odchylona do tyłu. Jej nogi spoczywają na podłożu przy jego ramionach, a ręce na jego kolanach. Pod kolana mężczyzny można podłożyć wałek. |
|         | Kobieta siedzi na mężczyźnie, jest skierowana do niego twarzą, stopy umieszcza na jego piersi. |
|         | „Fotel" ang. arm chair. Mężczyzna siedzi z nogami wyciągniętymi do przodu. Tułów lekko odchylony do tyłu, podpierany rękoma. Kobieta siada na jego biodrach, odchylona do tyłu, podpierając się swoimi rękoma, nogi opiera na jego ramionach. |
|         | Rodeo ang. rodeo. Kobieta siedzi na mężczyźnie, jest skierowana do niego plecami, kolana umieszcza po obu stronach jego tułowia. |
|         | „Azjatyckie rodeo" ang. reverse asian cowgirl. Jak „rodeo”, tylko kobieta opiera o podłoże stopy, a nie kolana. Mężczyzna ma zgięte nogi w kolanach, o które kobieta opiera dłonie. |
|         | Kobieta siedzi na mężczyźnie, jest skierowana do niego plecami. Odchyla się głęboko do tyłu, podpierając się rękoma. Jej stopy opierają się o podłoże, a podudzia są w pionie. |
|         | ang. sybian. Mężczyzna kładzie się na otomanie z nogami opartymi na podłodze. Kobieta stoi nad nim, twarzą do niego. |
|         | ang. reverse sybian. Mężczyzna kładzie się na otomanie z nogami opartymi na podłodze. Kobieta stoi nad nim, plecami do niego. |
|         | „Ujeżdżanie członka"; "amazonka" ang. Amazon. Mężczyzna leży na plecach z podłożonymi pod barki poduszkami. Zgina nogi w kolanach przyciągając je do piersi (lub zadzierając je do góry w trudniejszym wariancie). Partnerka siada na nim okrakiem, przodem do niego (jej nogi przy jego talii, jej tors pomiędzy jego nogami).                                                   |
|         | „Odwrócona amazonka”, ang. reverse Amazon. Mężczyzna leży na plecach z podłożonymi pod barki poduszkami. Zgina nogi w kolanach przyciągając je do piersi (lub zadzierając je do góry w trudniejszym wariancie). Partnerka siada na nim okrakiem, tyłem do niego |
|         | „Klęcząca amazonka”, ang. kneeling Amazon. Mężczyzna leży na plecach z podłożonymi pod barki poduszkami. Zgina nogi w kolanach przyciągając je do piersi (lub zadzierając je do góry w trudniejszym wariancie). Partnerka klęczy nad nim okrakiem, przodem do niego. |
|         | „Odwrócona klęcząca amazonka”, ang. kneeling reverse Amazon. Mężczyzna leży na plecach z podłożonymi pod barki poduszkami. Zgina nogi w kolanach przyciągając je do piersi (lub zadzierając je do góry w trudniejszym wariancie). Partnerka klęczy nad nim okrakiem, tyłem do niego.                                                                                              |
|         | „Odwrotna pozycja misjonarska”, ang. inverted missionary, ślimak Archimedesa arab. ‏Laulabi‎. Mężczyzna leży na plecach. Kobieta, skierowana do niego twarzą, pochyla się nad nim utrzymując ciężar ciała na rękach. Siedzi okrakiem na nim. Podudzia umieszcza wzdłuż jego nóg. |
|         | „Pozycja żaby”. Kobieta leży na mężczyźnie z nogami dokładnie umieszczonymi na jego nogach i podeszwami stóp opartymi o jego stopy. |
|         | „Cyckowy stupor”, ang. jugghead. Mężczyzna leży barkami i głową na podłodze, trzymając nogi na łóżku, kanapie itp. Kobieta klęczy w rozkroku nad nim, z podudziami pod łóżkiem i piersiami nad jego twarzą (stąd nazwa). |
|         | Pozycja lateralna. |

### Boczne
| Grafika | Opis |
| ------- | --- |
|         | „Ramię w ramię”, ang. side to side. Partnerzy leżą na boku, twarzami skierowanymi do siebie, partnerka zarzuca nogę na biodro mężczyzny. |
|         | Partnerzy leżą na boku, twarzami skierowanymi do siebie, partnerka obejmuje nogami biodra mężczyzny. |
|         | Kobieta leży na plecach z szeroko rozłożonymi nogami. Mężczyzna siedzi przed nią bokiem. Jedną nogę ma przełożoną nad udem partnerki. Drugą nogę kobiety ma zarzuconą na ramię z tej strony ciała, z której nogę przełożył nad udem partnerki. Tą ręką przytrzymuje się ramienia kobiety. |

### Na kolanach, siedzące
| Grafika | Opis |
| ------- | --- |
|         | W Anangrangi „koło kamy”. Mężczyzna siedzi z rozłożonymi nogami, trzymanymi płasko na podłożu. Kobieta siedzi na jego udach i odchyla tułów do tyłu, przytrzymywana przez partnera pod ramionami.                                                                                         |
|         | Pozycja "twarzą w twarz" lub "mistrzowska”, ang. mastery. Mężczyzna siedzi na brzegu łóżka albo (lepiej) na krześle lub stołku. Kobieta siedzi na udach mężczyzny, przodem do niego, jej nogi znajdują się po obu stronach jego tułowia.                                                  |
|         | „Mistrzowska na kolanach”, ang. kneeling mastery. Mężczyzna siedzi w fotelu, na kanapie, opierając plecy o oparcie. Kobieta klęczy w rozkroku nad jego udami. |
|         | Mężczyzna siedzi w fotelu. Kobieta leży na plecach na kolanach mężczyzny, jej nogi obejmują mężczyznę. |
|         | Pozycja siedząca tylna. Kobieta siedzi na mężczyźnie zwrócona tyłem, jej nogi znajdują się po obu stronach ud mężczyzny. |
|         | „Taniec na kolanach" ang. kneeling lap dance, w Kamasutrze „kobyłka”. Mężczyzna siedzi na kanapie opierając się o oparcie. Kobieta klęczy nad nim, tyłem do niego. |
|         | Mężczyzna siedzi w fotelu. Kobieta siedzi na mężczyźnie prawie bokiem do niego. Jedna jej noga znajduje się pomiędzy jej nogami, druga wsparta jest o podłokietnik fotela. |
|         | Pozycja siedząca boczna. Kobieta siedzi na mężczyźnie, jej nogi znajdują się po jednej jego stronie. |
|         | Mężczyzna siedzi. Kobieta stoi przodem do niego. |
|         | Mężczyzna siedzi. Kobieta stoi tyłem do niego. |
|         | Mężczyzna siedzi. Kobieta stoi tyłem do niego, głęboko pochylona do przodu. |
|         | Kobieta klęczy na jednym kolanie odchylona do tyłu. Druga noga odwiedzona. Mężczyzna siedzi odchylony do tyłu opierając się plecami o jej udo i poduszki. Jego noga jest przełożona nad jej nogą.                                                                                         |
|         | Kobieta leży na poduszce z rozchylonymi szeroko nogami, mężczyzna klęczy przed nią. |
|         | „Żabia" arab. ‏Mudafda‎. Kobieta leży na plecach, zgina nogi w kolanach zbliżając pięty do pośladków. Mężczyzna siada naprzeciwko niej, wprowadza członek do pochwy i wsuwa jej kolana pod swoje pachy trzymając w uścisku jej ramiona. W chwili osiągnięcia orgazmu przyciąga ją ku sobie. |
|         | „Rozkosz”, ang. delight. Kobieta siedzi na skraju łóżka. Mężczyzna klęczy przed nią, przodem do niej. |
|         | Mężczyzna klęczy na stopniu schodów. Kobieta siedzi przodem do niego jeden stopień wyżej i zakłada mu jedną nogę na bark. |
|         | arab. ‏Mukafa’a‎. Kobieta leży na poduszce z rozchylonymi szeroko nogami, obejmuje nimi biodra klęczącego przed nią mężczyzny. |
|         | Kobieta leży na poduszce z rozchylonymi szeroko nogami, mężczyzna kuca przed nią. |
|         | Kobieta leży na poduszce z rozchylonymi szeroko nogami, którymi opiera się na barkach siedzącego przed nią mężczyzny |
|         | Mężczyzna kuca, kobieta leży oparta górną częścią tułowia na podłożu, zaś pośladki spoczywają na udach partnera. |
|         | Kobieta i mężczyzna kucają do siebie bokiem. Ona rozkłada szeroko kolana. |
|         | „Na klęczkach”, ang. bended knee. Mężczyzna klęczy na jednym kolanie. Druga noga, oparta stopą o podłoże, jest odwiedziona na bok. Kobieta klęczy na kolanie, naprzeciwko nogi, na której klęczy partner, przodem do mężczyzny. Udo drugiej nogi opiera o udo mężczyzny.                  |
|         | „Podpórki (na książki)”, ang. book ends. Kobieta i mężczyzna klęczą przodem do siebie, z udami i tułowiami w pionie. |
|         | „Meduza”, ang. jellyfish. Trudniejszy wariant „podpórki (na książki)”. Mężczyzna klęczy z lekko uniesionymi pośladkami i lekko odwiedzionymi kolanami, tułów w pionie. Kobieta siada mu na udach obejmując go nogami. Obydwoje obejmują się nawzajem rękoma.                              |
|         | „Lotos na klęczkach”, ang. kneeling lotus. Bardzo podobna do „meduzy”. Mężczyzna klęczy z pośladkami opartymi na piętach i kolanami razem. Kobieta siada mu na udach obejmując go nogami. Obydwoje obejmują się nawzajem rękoma.                                                          |
|         | „Lotos”, ang. lotus. Mężczyzna siedzi ze skrzyżowanymi nogami (pozycja lotosu). Kobieta siada na jego udach obejmując go nogami. Obydwoje obejmują się nawzajem rękoma. |
|         | Pozycja na kolanach. |
|         | Pozycja siedząca. |
|         | Pozycja siedząca. Wariant z uniesioną nogą kobiety. |
|         | Mężczyzna i kobieta siedzą bokiem do siebie. Ona rozkłada szeroko kolana. |

### Stojące
| Grafika | Opis |
| ------- | --- |
|         | Pozycja stojąca ang. slow dance, wertykalny wariant pozycji „misjonarskiej”. Partnerzy zwróceni są do siebie twarzami. |
|         | „Tancerka" ang. dancer. Partnerzy stoją twarzami do siebie. Mężczyzna unosi nogę kobiety na wysokość biodra. |
|         | „Balerina" ang. ballerina. Partnerzy stoją twarzami do siebie. Kobieta opiera jedną nogę na barku mężczyzny. Obydwoje mogą poruszać biodrami. |
|         | Tłok ang. piston. Mężczyzna stoi tyłem do łóżka lub kanapy. Kobieta opiera stopy o łóżko obejmując partnera udami. Rękoma trzyma się jego barków. Mężczyzna podtrzymuje ją za biodra. Najłatwiej uzyskuje się tę pozycję przechodząc z pozycji: Mastery – suspended i „tancerki”.                                                                                                  |
|         | ang. Standing carry – „na stojąco z podtrzymaniem”, „na stojaka”, w Kamasutrze „huśtawka” – pozycja, w której stojący mężczyzna trzyma kobietę, która oplata go nogami wokół pasa, a rękoma trzyma się jego barków. Może z ewentualną pomocą mężczyzny wykonywać ruchy w górę i na dół. Pozycja ta wymaga dużego nakładu sił ze strony mężczyzny, który może opierać się o ścianę. |
|         | Wariant „na stojaka”. |

### Pozycje tylne

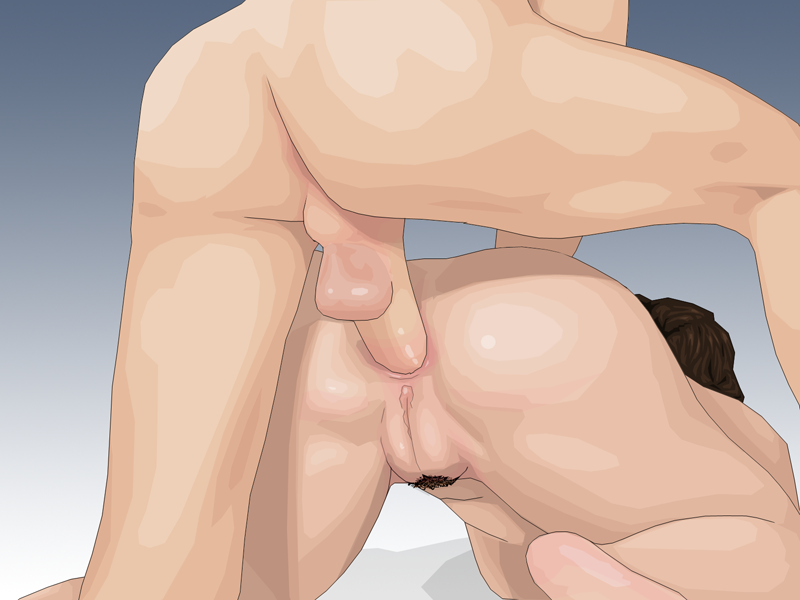
stosunek analny

W większości pozycji tylnych możliwa jest nie tylko penetracja pochwy, ale i odbytu.
| Grafika | Opis |
| ------- | --- |
|         | „Ochroniarz”, ang. bodyguard. Kobieta stoi wyprostowana z lekko ugiętymi kolanami. Mężczyzna stoi za nią. |
|         | „Stojąca na pieska”, ang. standing doggy-style. Kobieta stoi na szeroko rozstawionych nogach pochylając się do przodu (tułów w poziomie). Ręce może opierać na siedzisku krzesła, krawędzi łóżka itp. Mężczyzna stoi za nią.                                                 |
|         | „Pompa”, ang. pump. Kobieta stoi okrakiem nad siedziskiem krzesła trzymając rękoma jego oparcie. Mężczyzna kuca na siedzisku krzesła za nią. |
|         | „Pochylona”, ang. Ben Dover. W Kamasutrze pozycja „krowy”. Mężczyzna stoi. Kobieta stoi tyłem do niego, głęboko pochylona, opiera dłonie o podłogę. |
|         | „Więzienny strażnik”, ang. prison guard. Mężczyzna stoi. Kobieta stoi tyłem do niego, głęboko pochylona. Jej ręce, zarzucone na plecy, przytrzymuje mężczyzna w nadgarstkach.                                                                                                |
|         | Kobieta stoi przed mężczyzną tyłem do niego, podnosząc jedną nogę i obracając korpus w jego kierunku. |
|         | Kobieta stoi przodem do oparcia kanapy lub fotela, o który opiera jedną rękę i przeciwstawną nogę. Może skręcić tors, aby nawiązać kontakt wzrokowy ze stojącym za nią mężczyzną, który może oprzeć na oparciu tę samą nogę co kobieta.                                      |
|         | „Dziecięcy fotelik”, ang. booster seat. Mężczyzna stoi przodem do łóżka, kanapy itp. Kobieta znajduje się przed nim w pozycji kucznej. Trzyma nogi na łóżku i jest podtrzymywana przez partnera w biodrach.                                                                  |
|         | Kobieta stoi przodem do łóżka, na którym kładzie swój tors. Mężczyzna stoi za nią. |
|         | Kobieta klęczy na krawędzi łóżka lub na krześle tyłem do mężczyzny, który stoi na podłodze za nią. |
|         | „Pozycja kolankowo-łokciowa" lub "na pieska”, ang. doggy style – kobieta klęczy i opiera się dłońmi lub przedramionami o podłoże, tyłów jest równoległy do podłoża, natomiast mężczyzna klęczy za nią.                                                                       |
|         | Kobieta klęczy i opiera się dłońmi o podwyższone podłoże, z tułowiem równoległym do podłoża. Mężczyzna klęczy za kobietą. Kobieta może klęczeć na siedzeniu fotela opierając się o jego oparcie, a mężczyzna klęczeć za nią.                                                 |
|         | „Jamnik”, ang. basset hound. Kobieta podpiera się przedramionami i szeroko odwiedzionymi udami. Mężczyzna siedzi za nią w pozycji klęczącej, szeroko rozchylając nogi. |
|         | „Pozycja buldoga”, ang. bulldog. Kobieta klęczy i opiera się dłońmi o podłoże, z tułowiem równoległym do podłoża. Mężczyzna stoi za nią na ugiętych w kolanach nogach. Jego stopy są na zewnątrz jej nóg.                                                                    |
|         | „Żabi skok”, ang. frog leap. Kobieta kuca – stopy i dłonie na podłodze, tułów równolegle do podłogi. Mężczyzna klęczy za nią. |
|         | „Żółw”, ang. turtle. Kobieta klęczy. Uda spoczywają na podudziach. Tułów spoczywa na udach. Ręce obejmują uda. Mężczyzna klęczy w szerokim rozkroku za nią. |
|         | „Łyżeczki”, ang. teaspoons. Kobieta klęczy z rozłożonymi nogami i wyprostowanym ciałem. Mężczyzna klęczy za nią, między jej podudziami. |
|         | „Hydrant”, ang. fire hydrant. Kobieta klęczy i opiera się dłońmi o podłoże, z tułowiem równoległym do podłoża. Mężczyzna znajduje się za nią. Na jednej nodze klęczy, stopę drugiej opiera o podłoże. Kobieta podnosi tę samą nogę do góry i opiera swe udo o udo mężczyzny. |
|         | Kobieta klęczy i pochyla się kładąc głowę na podłożu. Mężczyzna klęczy za nią. |
|         | „Jazda konna”, ang. Final Furlong. Kobieta siedzi okrakiem na taborecie (z czterema nogami), lekko pochylona do przodu. Mężczyzna siedzi okrakiem za nią. |
|         | Kobieta leży na plecach z podciągniętymi kolanami. Mężczyzna klęczy tyłem do niej. |
|         | Mężczyzna leży na plecach. Kobieta klęczy tyłem do niego. |
|         | Kobieta leży na brzuchu w poprzek fotela. Mężczyzna stoi za nią mając jej nogi pomiędzy swoimi udami i pochyla się. |
|         | „Dwa psy”. Partnerzy pośladkami do siebie. Zaczyna się od zwykłej pozycji „kolankowo-łokciowej”. Następnie mężczyzna wykonuje obrót o 180 stopni, cały czas pozostając w partnerce. Najpierw ręce, potem tułów, na końcu nogi. Dla wysportowanych.                           |
|         | „Dzieciorób" (pozycja sprzyja zapłodnieniu) ang. rear entry. W Kamasutrze pozycja „słonia”. Kobieta leży na brzuchu, rozchyla szeroko nogi, podczas gdy mężczyzna, leżąc na kobiecie, wprowadza członek do pochwy.                                                           |
|         | ang. rear entry. Kobieta leży na brzuchu, z nogami razem, podczas gdy mężczyzna leży na kobiecie obejmując swoimi nogami jej nogi. |
|         | „Na foremkę”, ang. spoons. Partnerzy leżą na boku, twarzami skierowanymi w tym samym kierunku, mężczyzna znajduje się za kobietą. |
|         | Partnerzy leżą na boku, twarzami skierowanymi w tym samym kierunku, mężczyzna znajduje się za kobietą i zarzuca na jej biodro swoją nogę. |
|         | Kobieta leży na boku z biodrami uniesionymi nieco powyżej bioder mężczyzny, który, leżąc za nią na boku, wprowadza członek do pochwy. |
|         | Kobieta i mężczyzna leżą na tym samym boku. On za nią. Ona zarzuca do tyłu górną nogę. On przekłada górną nogę nad jej dolną nogą. |
|         | „Akrobatka" ang. acrobat. Mężczyzna leży na plecach. Kobieta leży na plecach na nim, z głową skierowaną w tym samym kierunku. Nogi ma podwinięte do tyłu. |
|         | „Perłowe wrota”, ang. pearly gates. Mężczyzna leży na plecach z nogami zgiętymi w kolanach. Kobieta leży na plecach na nim, z głową skierowaną w tym samym kierunku i z nogami zgiętymi w kolananch.                                                                         |
|         | „Zakrzywiona łyżka”, ang. bent spoon. Mężczyzna leży na plecach. Kobieta leży na plecach na nim, z głową skierowaną w tym samym kierunku. Nogi ma podkurczone – uda blisko tułowia.                                                                                          |
|         | „Dżokej”, ang. jockey. Kobieta leży na brzuchu z nogami złączonymi. Mężczyzna klęczy w rozkroku nad nią. |

### Pozycje rzadziej spotykane
| Grafika | Opis |
| ------- | --- |
|         | „Pozycja rozgwiazdy”. Kobieta leży na plecach, mężczyzna na lewym boku po jej prawej stronie pod kątem ok. 45°. Kobieta unosi prawą nogę, a mężczyzna wsuwa swoją prawą nogę pomiędzy jej uda. Lewą nogę mężczyzna wsuwa pod lewą nogę kobiety. |
|         | „Nożyce”, ang. scissors. Mężczyzna leży na boku. Górna noga uniesiona, zgięta w kolanie, ze stopą spoczywającą na podłożu. Kobieta leży na boku twarzą w kierunku jego nóg, pod kątem ok. 45°, opierając udo dolnej nogi na jego udzie, a górną nogę przekładając nad jego biodrem. Obydwoje mają tułów lekko odchylony do tyłu. |
|         | „Nożyce siedząc”, ang. seated scissors. Mężczyzna siedzi z rozłożonymi nogami i tułowiem w pionie. Kolana lekko uniesione. Kobieta półleży na boku z pośladkami przy przyrodzeniu. Obejmuje udami jedno jego udo. Ciężar ciała opiera na przedramieniu od strony nóg mężczyzny |
|         | „Siedzący Byk”, ang. Sitting Bull. Mężczyzna siedzi z rozłożonymi nogami, z uniesionymi kolanami, stopami opartymi o podłoże. Kobieta leży na plecach, z pośladkami przy przyrodzeniu. Nogi kładzie na jego ramionach. Mężczyzna trzyma rękoma jej uda. |
|         | „Gniazdko”, ang. socket. Kobieta leży z rozłożonymi nogami, z uniesionymi kolanami, ze stopami opartymi o podłoże. Mężczyzna leży na boku z przyrodzeniem przy pochwie. Jedną nogę trzyma pod jej udem, a drugą nad jej tułowiem, tak że jego stopy znajdują się obok siebie. |
|         | „Super kobieta”, ang. super-woman, zwana również „taczką”. Kobieta opiera przedramiona o łóżko, kanapę, krzesło itp. Trzyma rozsunięte nogi. Mężczyzna stoi między jej udami podtrzymując ją za biodra lub uda, tak że jej ciało znajduje się w poziomie. |
|         | „Taczka”, ang. wheelbarrow. Kobieta opiera dłonie o podłogę z wyprostowanymi rękoma lub przedramiona i twarz na leżącej poduszce. Nogi ma szeroko rozłożone. Mężczyzna stoi pomiędzy jej udami i podtrzymuje ją za biodra. |
|         | Kobieta leży na plecach. Mężczyzna leży na niej prostopadle do niej. |
|         | Mężczyzna leży na plecach z rozsuniętymi nogami. Kobieta leży na plecach częściowo na nim, z rozłożonymi nogami patrząc w przeciwnym kierunku. |
|         | Mężczyzna leży na plecach z rozsuniętymi nogami. Kobieta leży na plecach nogami w jego kierunku, nasuwa się na niego i lekko kładzie na boku. Obydwoje mają jedną nogę drugiej osoby między swoimi nogami. |
|         | „Bieguny" ang. poles apart. Kobieta leży na boku wyprostowana. Mężczyzna leży na boku za jej plecami, twarzą w kierunku jej nóg. Rękoma przyciąga do siebie jej biodra. Pozycja raczej do stosunku analnego lub między udami. |
|         | „Skrzyżowanie”, ang. intersextion. Kobieta leży na boku. Mężczyzna kładzie się między jej nogami, prostopadle do niej, tak że jego tułów znajduje się za plecami partnerki, a jego talię obejmują jej nogi. |
|         | „Skręcarka”, ang. twister. Kobieta i mężczyzna leżą na bokach, twarzami w kierunku nóg. Obydwoje obejmują nawzajem swoje tułowia nogami. Tułowia mają lekko uniesione i podparte rękoma. |
|         | „Napinanie łuku" lub "tęczowy łuk”. Kobieta leży na boku. Mężczyzna kładzie się między jej nogami, tak że jego tułów znajduje się za plecami partnerki, a jego talię obejmują jej nogi. Układa swoje nogi wzdłuż jej ciała tak, żeby mogła dosięgnąć dłońmi jego stóp. |
|         | „Wielka Niedźwiedzica”, ang. Big Dipper. Mężczyzna opiera pięty o stołek. Rękoma trzyma się krawędzi kanapy, łóżka itp. Tułów lekko odchylony do tyłu. Ciężar ciał spoczywa na rękach i nogach. Kobieta staje okrakiem nad jego przyrodzeniem i wprowadza go do pochwy. Mężczyzna unosi i opuszcza swoje ciało za pomocą rąk (przydadzą się mocne tricepsy). |
|         | „Mała Niedźwiedzica”, ang. Little Dipper. „Wielka Niedźwiedzica” z zamienionymi rolami. Kobieta opiera pięty o stołek. Rękoma trzyma się krawędzi kanapy, łóżka itp. Tułów lekko odchylony do tyłu. Ciężar ciał spoczywa na rękach i nogach. Mężczyzna kładzie się pod nią, pod kątem prostym, tak żeby jego przyrodzenie znalazł się pod pochwą. Podkłada poduszki pod pośladki. Kobieta unosi i opuszcza swoje ciało za pomocą rąk (przydadzą się mocne tricepsy) |
|         | „Brutal”, ang. brute. Kobieta leży na plecach podciągając kolan do tułowia i rozchylając je. Mężczyzna, tyłem do niej, siada na udach. |
|         | „Samochodziki”, ang. bumper cars. Kobieta leży na brzuchu z szeroko rozłożonymi nogami. Mężczyzna leży na brzuchu, z głową w przeciwnym kierunku i pośladkami przy jej pośladkach. Jego nogi są na zewnątrz jej nóg. |
|         | „Kowboj”, ang. cowboy. Kobieta leży na plecach z nogami razem. Mężczyzna klęczy okrakiem nad nią. |
|         | „Eks-seks”, ang. ex sex. Kobieta leży na plecach z rozłożonymi nogami. Mężczyzna leży na brzuchu z głową w kierunku jej stóp, z rozłożonymi nogami |
|         | „Robak”, ang. worm. Mężczyzna leży na plecach z rozłożonymi nogami. Kobieta leży na brzuchu z głową w kierunku jego stóp, z rozłożonymi nogami. |
|         | „Zawieszona mistrzyni”, ang. suspended mastery. Mężczyzna siedzi na brzegu łóżka. Kobieta siada mu na udach i odchyla tułów do poziomu. Partner pomaga jej rękoma utrzymać pozycję. |
|         | „Na drążku”, ang. monkey bar. Kobieta stoi tuż przed drążkiem, tyłem do niego. Mężczyzna wisi na rękach na drążku, za jej plecami. Kobieta przyciąga jego biodra do swoich rękoma. |
|         | „Kafar”, ang. pile driver. Kobieta opiera głowę, barki i ramiona o podłoże. Tułów prawie w pionie podtrzymywany dłońmi. Nogi przeniesione za głowę, ze stopami opartymi o podłoże. Mężczyzna stoi okrakiem nad nią, lekko uginając nogi w kolanach, twarzą w kierunku jej twarzy. Nogi trzyma na zewnątrz jej nóg. |
|         | „Odwrócony kafar”, ang. reverse pile driver. Kobieta opiera głowę, barki i ramiona o podłoże. Tułów prawie w pionie podtrzymywany dłońmi. Nogi przeniesione za głowę, ze stopami opartymi o podłoże. Mężczyzna stoi okrakiem nad nią, lekko uginając nogi w kolanach, plecami do jej twarzy. Nogi trzyma na zewnątrz jej rąk. |
|         | „Wiadukt”, ang. overpass. Kobieta opiera głowę, barki i ramiona o podłoże. Tułów prawie w pionie podtrzymywany dłońmi. Nogi przeniesione za głowę, ze stopami opartymi o podłoże. Mężczyzna stoi okrakiem nad nią, lekko uginając nogi w kolanach. Jedną nogę ma za jej plecami, drugą koło jej głowy, pomiędzy jej nogami. |
|         | „Przekręcona na pieska”, ang. twisted doggy. Kobieta klęczy i pochyla się kładąc głowę na podłożu. Nogi ma rozstawione. Mężczyzna kuca nad nią, odwrócony tyłem, tak że ich pośladki się stykają. Jedną nogę ma pomiędzy jej nogami, drugą na zewnątrz jej nóg. Pozycja raczej do stosunku analnego. |

## Pozycje oralne
Zachowanie seksualne polegające na pieszczeniu ciała partnerki lub partnera, a w szczególności narządów płciowych oraz innych stref erogennych, z użyciem języka i ust.

### Cunnilingus
Seks oralny dotyczący kobiecych genitaliów.
| Grafika | Opis |
| ------- | --- |
|         | „Rozpostarty orzeł”, ang. spread eagle. Kobieta leży na plecach. Mężczyzna leży na brzuchu między jej nogami. |
|         | „Fular”, ang. scarf. Kobieta leży na plecach. Mężczyzna leży na brzuchu przodem do niej, tak że jego usta znajdują się przy jej genitaliach. Kobieta ma uniesione nogi, ułożone nad jego barkami. Jej uda obejmują jego głowę. |
|         | „Nauszniki”, ang. ear muffs. Kobieta leży na boku z rozsuniętymi udami. Mężczyzna leży na boku za jej plecami, prostopadle do niej. Trzyma głowę między jej udami, opierając ją o dolne. |
|         | „Lizanie masztu”, ang. licking the flag pole. Kobieta leży na boku z górną nogą pionowo zadartą. Mężczyzna leży na boku za jej plecami, prostopadle do niej. Trzyma głowę na jej dolnym udzie |
|         | Kobieta leży na plecach. Mężczyzna leży na boku przodem do niej. |
|         | „Zakazany owoc”, ang. forbidden fruit. Kobieta leży na brzuchu z poduszką lub wałkiem pod biodrami. Mężczyzna klęczy za nią. |
|         | „Pod maską”, ang. under the hood. Kobieta leży na plecach oparta głową o poduszki, przyciągając wyprostowane nogi do tułowia. Mężczyzna klęczy w szerokim rozkroku, przodem do niej, z twarzą przy jej kroczu. |
|         | „Gwiazdka z nieba”, ang. pie in the sky. Kobieta leżąc na plecach wygina się w łuk, przenosząc nogi do tyłu, tak że jej kostki są na wysokości głowy lub jeszcze dalej. Mężczyzna klęczy od strony jej pleców, pomagając jej rękoma utrzymać ciało w tej pozycji.                                                                                          |
|         | Kobieta leży na plecach na krawędzi łóżka. Mężczyzna klęczy przed nim i stymuluje pochwę i łechtaczkę ustami i językiem. |
|         | Kobieta klęczy na krawędzi łóżka. Mężczyzna klęczy przed nią na podłodze. |
|         | „Karmiak”, ang. feedbag. Mężczyzna klęczy przodem do łóżka, kanapy itp. Kobieta, z twarzą skierowaną do góry, opiera głowę i barki o łóżko, a uda o ramiona partnera, obejmując nimi jego głowę. |
|         | „Jej suples”, ang. her suplex. Mężczyzna siedzi na kanapie lub krawędzi łóżka. Kobieta jest zwrócona twarzą do niego. Jej tułów opada w dół, tak że opiera się barkami i głową o podłogę, mając uda pomiędzy jego udami. Jej podudzia obejmują go w talii. Mężczyzna nachyla się do jej krocza. Pozycja z zamienionymi miejscami nazywa się „jego suples”. |
|         | „Jej 68”, ang. her 68. Mężczyzna leży na plecach. Kobieta leży na plecach na nim, w przeciwnym kierunku, tak żeby jej krocze były blisko jego ust. Nadaje się zarówno do cunnilingusa, jak i anilingusa. |
|         | „Północna ściana”, ang. riding the north face. Mężczyzna leży na plecach. Kobieta siedzi mu na twarzy przodem do niego. |
|         | „Południowa ściana”, ang. riding the south face. Mężczyzna leży na plecach. Kobieta siedzi mu na twarzy tyłem do niego. Nadaje się zarówno do cunnilingusa, jak i anilingusa. |
|         | „Pod kukułczym gniazdem”, ang. under the cuckoo’s nest. Kobieta stoi bokiem do łóżka, kanapy itp. Jedną nogę trzyma na łóżku, drugą na podłodze. Mężczyzna siedzi przodem do niej, trzymając twarz przy jej kroczu. |
|         | „Ekstaza Ewy”, ang. Eve’s ecstasy. Mężczyzna leży na plecach na łóżku, ławce itp. z głową przy krawędzi. Kobieta stoi tyłem do niego, okrakiem nad jego twarzą. |
|         | „Pod zlewem”, ang. under the sink. Mężczyzna leży na plecach na łóżku, ławce itp. z głową przy krawędzi. Kobieta stoi przodem do niego, okrakiem nad jego twarzą. |
|         | Kobieta stoi oparta plecami o ścianę. Mężczyzna klęczy przed nią. |
|         | „Lokaj”, ang. butler. Kobieta stoi. Mężczyzna siedzi za nią, twarzą do jej pośladków. Szczególnie nadaje się do anilingusa. |
|         | „Drive-Thru”, ang. drive-thru. Kobieta stoi. Mężczyzna siedzi za nią, plecami do niej, odchylając się do tyłu, tak że ma głowę między jej udami. |
|         | „Zawrót głowy”, ang. head rush. Mężczyzna stoi. Kobieta wisi na nim plecami do niego, opierając swoje uda o jego ramiona. |
|         | Jednoczesna stymulacja łechtaczki językiem i pochwy palcami jednej dłoni. |
|         | ang. Venus butterfly. Wariant cunnilingus. Polega na jednoczesnej stymulacji łechtaczki językiem, pochwy palcami jednej dłoni i okolicy odbytu (z penetracją lub bez) palcami drugiej dłoni. |

### Fellatio

Głębokie gardło

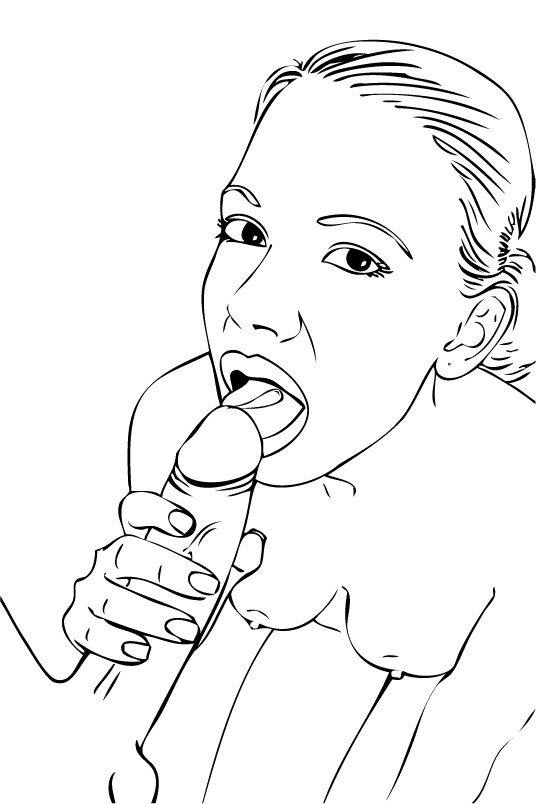
„Trzepot motyla”

Seks oralny dotyczący męskich genitaliów. Jego formą jest głębokie gardło ang. deep throat, które polega na wzięciu wzwiedzionego przyrodzenia w całości do jamy ustnej i gardła (niekiedy wraz z moszną). Jedną z możliwości jest „trzepot motyla”, polegający na trzepotaniu językiem wzdłuż i w poprzek pręgi znajdującej się na spodniej stronie członka.
| Grafika | Opis |
| ------- | --- |
|         | Zwyczajne fellatio. Mężczyzna leży na plecach z rozłożonymi nogami. Kobieta leży na brzuchu pomiędzy jego nogami, twarzą w jego kierunku. |
|         | Mężczyzna leży na plecach. Kobieta leży na boku, prostopadle do niego przodem do jego twarzy i genitaliów. |
|         | Mężczyzna leży na plecach. Kobieta leży na boku, na brzuchu mężczyzny, prostopadle do niego, tyłem do jego twarzy, twarzą do jego genitaliów. |
|         | Kobieta leży na brzuchu, na leżącym na plecach mężczyźnie, twarzą w kierunku jego przyrodzenia. |
|         | „Południowa ekspozycja”, ang. southern exposure. Mężczyzna leży na plecach, podciągając proste nogi do piersi. Kobieta klęczy przed nim. Kobiecym odpowiednikiem jest pozycja „pod maską”. |
|         | „Jego suples”, ang. his suplex. Kobieta siedzi na kanapie lub krawędzi łóżka. Mężczyzna jest zwrócony twarzą do niej. Jego tułów opada w dół, tak że opiera się barkami i głową o podłogę, mając uda pomiędzy jej udami. Jego podudzia obejmują ją w talii. Kobieta nachyla się do jego krocza. Pozycja z zamienionymi miejscami nazywa się „jej suples”. |
|         | „Peep show”, ang. peepshow. Mężczyzna leży na boku z rozsuniętymi udami. Kobieta leży na boku za jego plecami, prostopadle do niego. Trzyma głowę na jego udzie. |
|         | Kobieta klęczy między nogami leżącego na plecach mężczyzny, twarzą do niego. |
|         | „Zagłówek”, ang. head rest. Kobieta i mężczyzna leżą na boku, twarzami do siebie, z głowami skierowanymi w przeciwnym kierunku. Kobieta opiera głowę o udo mężczyzny. |
|         | Stojące fellatio ang. atten-hut. Kobieta klęczy przed stojącym mężczyzną twarzą do niego. |
|         | „Młot pneumatyczny”, ang. jack hammer. Mężczyzna stoi w rozkroku. Kobieta siedzi przed nim patrząc w tym samym kierunku. Odchyla się do tyłu umieszczając głowę między jego udami. Stymuluje oralnie żołądź lub mosznę, a ręką trzon przyrodzenia. |
|         | ang. Snake charmer. Mężczyzna stoi na głowie podpierając się przedramionami. Kobieta klęczy przodem do niego, z twarzą przy jego genitaliach |
|         | „Terapia oralna”, ang. oral therapy. Mężczyzna leży na plecach, wzdłuż krawędzi łóżka lub kanapy. Kobieta klęczy przodem do niego, na wysokości jego genitaliów. |
|         | Mężczyzna siedzi. Kobieta klęczy przed nim. |
|         | Mężczyzna stoi. Kobieta siedzi przed nim. |
|         | „Kinowy suw”, ang. cinema stroke. Mężczyzna i kobieta siedzą bokiem do siebie na kanapie. Kobieta nachyla się do genitaliów mężczyzny. |
|         | Mężczyzna siedzi, kobieta klęczy obok niego na siedzisku. |
|         | Mężczyzna klęczy. Kobieta klęczy przed nim plecami do niego i odchyla się do tyłu. |
|         | ang. Fuck face. Kobieta leży na plecach z poduszką pod głową. Mężczyzna klęczy okrakiem nad jej piersiami, z wyprostowanym w pionie tułowiem. |
|         | Kobieta leży na plecach. Mężczyzna klęczy okrakiem nad nią. Trzon przyrodzenia znajduje się między piersiami, a żołądź w ustach kobiety. |
|         | „Hydraulik”, ang. plumber. Kobieta leży na plecach. Mężczyzna klęczy okrakiem nad jej twarzą, z tułowiem w poziomie, podparty rękoma. |
|         | „Jego 68”, ang. His 68. Kobieta leży na plecach z nogami zgiętymi w kolanach. Mężczyzna leży na niej na plecach, z głową między jej kolanami. On także ma ugięte nogi w kolanach. |
|         | „Wymaz z gardła”, ang. throat swab. Kobieta leży na plecach odchylając głowę do tyłu za krawędź łóżka. Mężczyzna stoi za nią penetrując przyrodzeniem usta i gardło. Na rysunku pokazano głębokie gardło. |

### Pozycje 69
Jednoczesny seks oralny między dwojgiem osób. Kochankowie ułożeni są w odwrotnych kierunkach, pobudzając się jednocześnie.
| Grafika | Opis |
| ------- | --- |
|         | Mężczyzna leży na plecach. Kobieta leży na nim, lecz z głową w przeciwnym kierunku, tak że usta obojga powinny znajdować się na wysokości narządów płciowych partnera. |
|         | „Złota brama”, ang. golden gate. Mężczyzna leży na plecach. Kobieta klęczy siedząc mu na twarzy przodem do niego i wygina tułów do tyłu, tak aby ustami sięgnąć jego przyrodzenia. |
|         | „69" bokiem, ang. sideways 69. Partnerzy leżą na boku, głowami zwróceni w przeciwnych kierunkach, twarzami ku sobie. Nogi partnerów są odchylone do tyłu, odsłaniają okolice narządów płciowych. Kochankowie opierają swoją głowę na wewnętrznej powierzchni leżącego płasko uda partnera, tak by wargi i języki obojga mogły swobodnie pobudzać genitalia. |
|         | „Odwrotna 69”, ang. inverted 69. Kobieta leży na plecach. mężczyzna leży na niej, lecz z głową w przeciwnym kierunku, tak że usta obojga powinny znajdować się na wysokości narządów płciowych partnera |
|         | „69" siedząc ang. sitting 69. Mężczyzna siedzi na skraju łóżka, z nogami opartymi o podłogę. Kobieta obejmuje mu głowę nogami opierając swoje uda o jego ramiona. Wisi głową w dół, twarzą do niego. |
|         | „69" klęcząc ang. kneeling 69. Mężczyzna klęczy z udami w pionie i wyprostowanym tułowiem. Kobieta obejmuje mu głowę nogami opierając swoje uda o jego ramiona. Wisi głową w dół, twarzą do niego. |
|         | „Na kobietę-nietoperza”, "69 stojąc" ang. standing 69. Mężczyzna stoi. Kobieta obejmuje mu głowę nogami opierając swoje uda o jego ramiona. Wisi głową w dół, twarzą do niego. |
|         | ang. face off. Mężczyzna siedzi z nogami wyciągniętymi do przodu. Kobieta stoi, tyłem do niego, okrakiem nad nim i robi głęboki skłon. |
|         | YMCA, ang. YMCA. Mężczyzna siedzi. Kobieta stoi do góry nogami, podparta na przedramionach. Nogi szeroko rozłożone (jej ciało przypomina literę Y). |

### Pozycje Anilingus
Aktywność seksualna polegająca na kontakcie pomiędzy odbytem jednej osoby a ustami i językiem drugiej. Anilingus jest jednocześnie formą seksu analnego i seksu oralnego. Potocznie określany często jako rimming od kolokwializmu pochodzenia angielskiego. Często tej formie pieszczot towarzyszy również stymulacja krocza.
| Grafika | Opis |
| ------- | --- |
|         | Jedna osoba klęczy opierając się na łokciach. Druga klęczy za nią. |
|         | Jedna osoba leży na plecach z podniesionymi nogami. |
|         | Jak w pozycji 69. Osoba bierna na górze. |
|         | „Zardzewiały puzon" ang. rusty trombone. Mężczyzna stoi w lekkim rozkroku eksponując odbyt. Kobieta zwykle klęczy za nim robiąc anilingus, jednocześnie sięgając ręką pod jądrami lub wokół uda i ręcznie wykonuje ruchy w górę i w dół przyrodzeniem, naśladując ruchy puzonisty. Połączenie anilingusa i manualnej stymulacji przyrodzenia. |

## Inne pozycje
| Grafika | Opis |
| ------- | --- |
|         | „Palcówka” ang. fingering: stymulacja pochwy palcami. |
|         | „Podwójna palcówka”. Kobieta leży na brzuchu z nogami razem. Mężczyzna wkłada jedną rękę pod jej biodro i stymuluje palcem środkowym łechtaczkę. Kładzie się na boku (na tej samej stronie swojego ciał, z której znajduje się ręka stymulująca łechtaczkę) obok kobiety. Palcami wskazującym, środkowym i serdecznym drugiej dłoni stymuluje pochwę, jednocześnie stymulując kciukiem tej dłoni okolice odbytu (bez penetracji). Mały palec tej dłoni może: 1) nie uczestniczyć w stymulacji, 2) uczestniczyć w stymulacji pochwy, 3) stymulować cześć łechtaczki bliższą wejścia do pochwy, 4) dociskać palec środkowy pierwszej dłoni do łechtaczki. |
|         | Jednoczesna stymulacja pochwy i odbytu palcami jednej ręki, zwana ang. shocker. Palce wskazujący i środkowy są w pochwie, mały w odbycie. Możliwe są różne kombinacje, używając różnych kombinacji palców w każdym z otworów. |
|         | Jednoczesna stymulacja odbytu i moszny palcami jednej ręki, zwana ang. female shocker. Kciuk jest w odbycie, pozostałe stymulują mosznę. Dłoń układa się tak jakby trzymało się w niej kieliszek wina. |
|         | Fisting (ang. fist – pięść) – włożenie całej dłoni do pochwy lub odbytu. Wymaga dużej ilości lubrykantu. Faktycznie dłoń nie jest zaciśnięta w pięść, ale kciuk jest ułożony między palcem środkowym a serdecznym . Technika może spowodować (również poważne) urazy. |

## Pozycje bez penetracji
| Grafika | Opis |
| ------- | --- |
|         | Pocałunek, szczególnie gdy język zostaje wprowadzony do ust drugiej osoby, zwany "z języczkiem" ang. French kiss                                                                           |
|         | Masaż erotyczny. |
|         | Stymulacja sutków za pomocą dłoni lub ust (Oralna stymulacja sutków). |
|         | „Palcówka” ang. fingering: stymulacja sromu, łechtaczki lub okolic odbytu (bez penetracji) palcami.                                                                                        |
|         | Ręczna stymulacja członka ang. handjob. Pobudzaniu ręką przyrodzenia przez partnerkę. |
|         | Wzajemna masturbacja zwana miłością turecką. |
|         | Stosunek między udami. Mężczyzna umieszcza przyrodzenie między udami kobiety (często z użyciem lubrykanta) i wykonuje pchnięcia stymulując przyrodzenie.                                   |
|         | Stosunek przedsionkowy (łac. coitus vestibularis, ang. cool-sex). Polega na wprowadzeniu członka pomiędzy wargi sromowe mniejsze i wykonywaniu płytkich ruchów frykcyjnych.                |
|         | Stosunek między pośladkami. Penis umieszczony między pośladkami, bez penetracji odbytu. |
|         | Stosunek międzypiersiowy polega na umieszczeniu przyrodzenia pomiędzy piersiami kobiety, które są ściskane wokół przyrodzenia tworząc ciasny obszar stymulacji, i wykonywania nim pchnięć. |
|         | Penis umieszczony w dole pachowym kobiety. |
|         | ang. Footjob – stymulacja seksualna przyrodzenia lub łechtaczki stopami przez drugą osobę.                                                                                                 |

## Seks grupowy

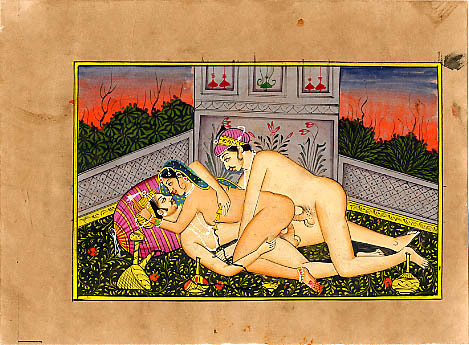
Kamasutra: podwójna penetracja

### Wielokrotna penetracja
Penetracja może być wykonana z użyciem palców, stóp, palców stóp, wibratorów lub klasycznie – przyrodzeniem.

#### Podwójna penetracja
„Podwójna penetracja” ang. double penetration (DP) – jednoczesna penetracja, odbytu i pochwy, odbytu i ust lub ust i pochwy.
| Grafika | Opis |
| ------- | --- |
|         | Jednoczesne penetrowanie pochwy i odbytu. Jeśli do penetracji używa się przyrodzeń lub strap-on dildo, pozycja ta bywa nazywana "kanapką" ang. sandwich. |
|         | Podwójna penetracja pochwy ang. double vaginal penetration (DVP) – jednoczesna penetracja pochwy przez dwa przyrodzenia lub inne obiekty.                |
|         | Podwójna analna penetracja ang. double anal penetration (DAP) – jednoczesna penetracja odbytu przez dwa przyrodzenia lub inne obiekty.                   |
|         | Jednoczesna penetracja ust i pochwy lub odbytu. Jeśli do penetracji używa się przyrodzeń, bywa nazywana "rożnem" ang. spit roast.                        |

#### Potrójna penetracja
Jednoczesna penetracja ust, pochwy i odbytu.

#### Poczwórna penetracja
Podwójna penetracja pochwy i odbytu (ang. DVDA): jednoczesna penetracja dwoma przyrodzeniami odbytu i dwoma pochwy. Termin ten zyskał popularność dzięki filmowi „Orgazmo” twórców serii „South Park”